# Flávia Alessandra
Flavia Alessandra Martins da Costa (sinh ngày 7 tháng 6 năm 1974) là một  nữ diễn viên người Brazil, nổi tiếng với vai diễn trong cả phim telenovelas, bộ phim truyền hình và phim ảnh.

## Tiểu sử
Flávia Alessandra là con gái của một giáo viên, Raquel, và của một chỉ huy hải quân, Hélio. Cô là con út trong ba anh em của mình, bên cạnh Keila và Hélio. Cô sinh ra ở Arraial do Cabo, bang Rio de Janeiro. Cô có hai cô con gái: Giulia Martins, về cuộc hôn nhân với Marcos Paulo, người họ đã ly dị vào năm 2002 và Olívia Costa, con gái của Otaviano Costa, người mà họ kết hôn năm 2006.
Flávia Alessandra cũng đã có được quyền công dân Bồ Đào Nha nhờ ông nội Bồ Đào Nha của mình từ vùng Coimbra.

## Nghề nghiệp
Cô đã ra mắt trên truyền hình với Người mẫu hàng đầu telenovela (1989), và trong cuộc thi của Sebastão do Faustão ở vị trí thứ nhất, và lần lượt rời khỏi Adriana Esteves và Gabriela Duarte, ở vị trí thứ hai và thứ ba. Cuối cùng, cả ba tham gia vào tiểu thuyết. Năm 2001, cô có vai trò nhân vật chính đầu tiên được lên kế hoạch cho thời gian 9 giờ tối là Lívia Proença de Assunção ở Porto dos Milagres, một telenovela được tạo ra bởi Aguinaldo Silva và Ricardo Linhares. Năm 2002, cô lại thể hiện Lívia của mình, nhân vật chính của O Beijo do Vampiro. Vào năm 2005, cô đóng vai phản diện Cristina trong Alma Gêmea. Telenovela đã được làm nổi bật vì đây là một trong những telenigsas Brazil sở hữu một lượng khán giả tuyệt vời. Năm 2006 đến 2007, cô đóng vai Vanessa trong Pé na Jaca. Chương trình đã đạt được rất nhiều thành công đến nỗi nó thậm chí còn ra mắt dòng vải và các phụ kiện khác cho dân số nữ tính. Năm 2007, cô đóng vai Alzira trong Duas Caras của Aguinaldo Silva. Năm 2009, cô đóng vai nhân vật chính trong Caras &amp; Bocas cùng với Malvino Salvador. Năm 2011, cô trở lại màn ảnh nhỏ trong Morde &amp; Assopra với vai trò: Naomi (một con người) và Naomi (một robot). Năm 2012, cô đóng vai chính trong bộ phim telenovela Salve Jorge vào thời nguyên thủy. Năm 2014, cô đóng vai Heloísa, mẹ của nhân vật chính Líli do Juliana Paiva đóng vai. Năm 2016, cô đóng vai phản diện chính Sandra trong Êta Mundo Bom!.